# 安德鲁·林赛
安德鲁·林赛（英語：Andrew Lindsay，1977年3月25日—），英国男子赛艇运动员。他曾代表英国参加2000年夏季奥林匹克运动会赛艇比赛，获得男子八人单桨有舵手金牌。